# ブレット (鉄道車両)
ブレット（英語: Bullet）は、アメリカのブリルによって製造された、インターアーバン向け電車の愛称である。

## 概要
1930年、フィラデルフィア・アンド・ウェスタン鉄道（P&W, Philadelphia and Western Railroad）では、並走するペンシルバニア鉄道の電化開業などのサービス向上に伴い乗客減少が課題になり始めた。そこで、各地のインターアーバンの再建事業で成果をあげていたトーマス・コンウェイ（Thomas Conway Jr.）の指導の下、地元の鉄道車両メーカーであったブリルとの共同開発で高速かつ軽量の新型電車を製作する事になった。これがブレットの愛称を持つ電車である。
車両の開発段階で参考になったのは、1929年からシンシナティ・アンド・エリー湖鉄道（C&LE, Cincinnati and Lake Erie Railroad）に導入され、試験運転のために貸し出された高速電車・レッドデビルであった。レッドデビルは軽量化を実現するためアルミニウムを車体に使用していたが、台枠部分は鋼製の部品を使用していた。ブレットはこの台枠部分もアルミニウムを使用しており、レッドデビルよりも大型ながらも軽量化が実現した。
車体の形状についても高速運転を実現させるため、走行抵抗の少ない車体を選出するための風洞実験がミシガン大学で行われ、30種類の候補の中から選ばれた流線型の車体が採用された。これにより、96km/hでの走行時でもそれまでの車両より電力消費が40％削減される事が期待された。また空気抵抗を考慮しベンチレーターが屋根上に設置されておらず、車内の換気は車体の運転台方下部に設置されたルーバーによって行われた。
モーターはブリルが開発した89-E（100馬力）を4基搭載した他、台車もブリルが新規に開発した台車を用いた。また車両は1両でも運転が可能な両運転台車両であったが、連結運転を考慮し連結器が設置されており、複数の車両を繋いだ総括制御運転も可能であった。
P&Wの他に、1932年にはニューヨーク州・スクネクタディに路線網を有していたフォンダ・ジョンズタウン・アンド・グラバーズビル鉄道（FJ&G, Fonda, Johnstown and Gloversville Railroad）にも導入された。こちらはP&Wに導入された車両に比べて全長が短くなった他、架線電化区間での使用に合わせてトロリーポールを搭載していた。

## 運用

### フィラデルフィア・アンド・ウェスタン鉄道（P&W）

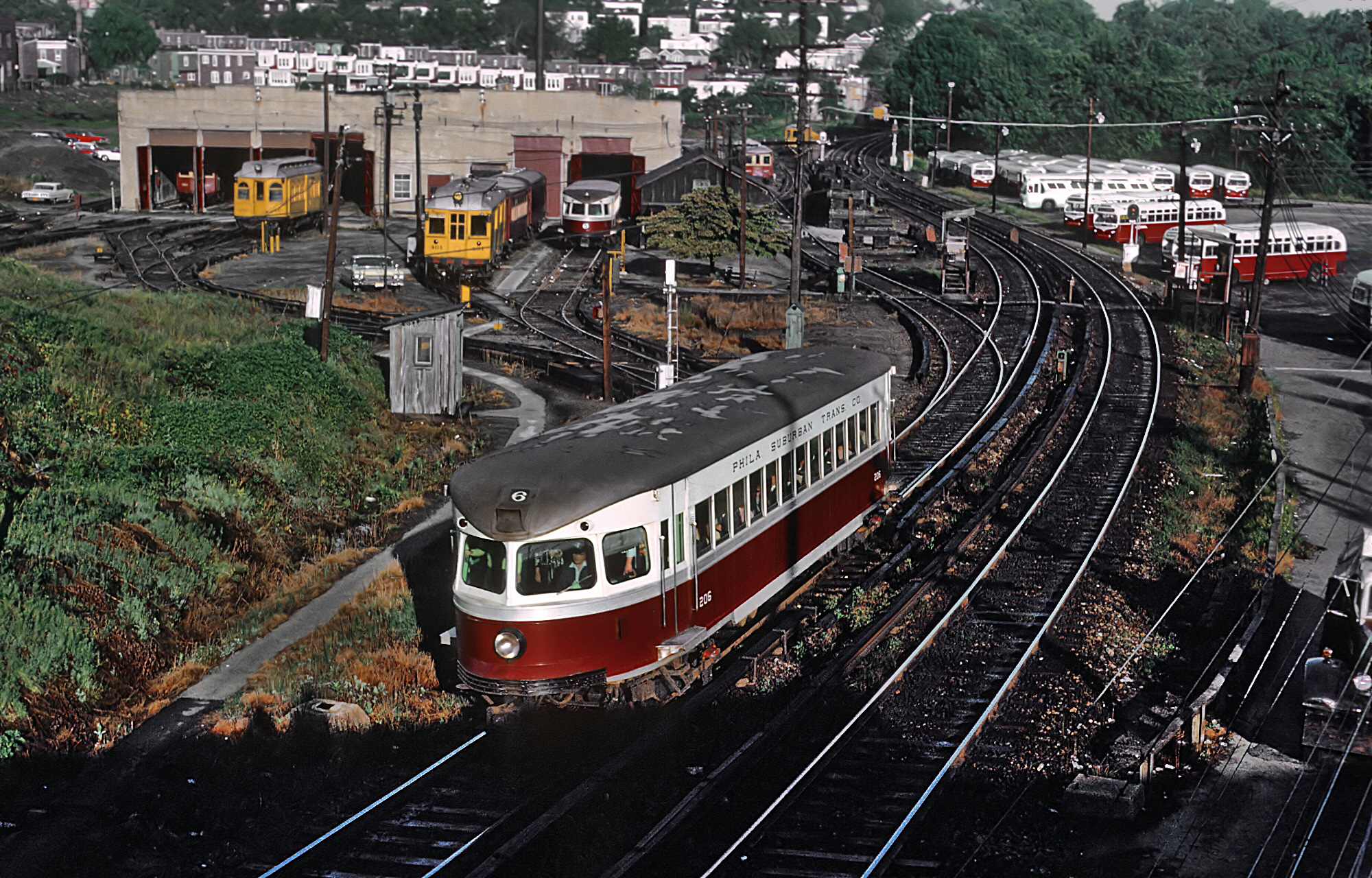
営業運転中のブレット

1931年に最初の車両が完成し、第三軌条を用いる高速路線であるノリスタウン高速線に11両が導入された。試運転では21.7km（13.5マイル）の区間を11分で走破した他、最高速度130～140km/hで営業運転を行い、所要時間を24分から16分へと短縮した。
世界恐慌やモータリーゼーションの進展に伴い、ノリスタウン線の経営元はP&Wからフィラデルフィア・サバーバン・トランスポートに、そして1969年に公営組織であるSEPTA（南東ペンシルベニア交通局）へと変わったが、ブレットはその後も長期に渡って使用された。しかし老朽化が進んだ事によりシカゴ・Lからの譲渡車両やスウェーデン・アセア製の新型電車・N-5形に置き換えられ、1990年をもって営業運転から引退した。

### フォンダ・ジョンズタウン・アンド・グラバーズビル鉄道（FJ&G）
1932年に5両が導入されたが、1935年にモホーク川を渡っていた橋が氷によって破損し危険な状態になった事で破棄され、1936年に残された路線も廃止された。そのためブレットは全車ともユタ州のバンバーガー鉄道（Bamberger Railroad）へ譲渡され、1953年に全廃されるまで使用された。